# Lupinus kalenbornorum
Lupinus kalenbornorum är en ärtväxtart som beskrevs av Charles Piper Smith. Lupinus kalenbornorum ingår i släktet lupiner, och familjen ärtväxter. Inga underarter finns listade i Catalogue of Life.